# Ullens Center for Contemporary Art

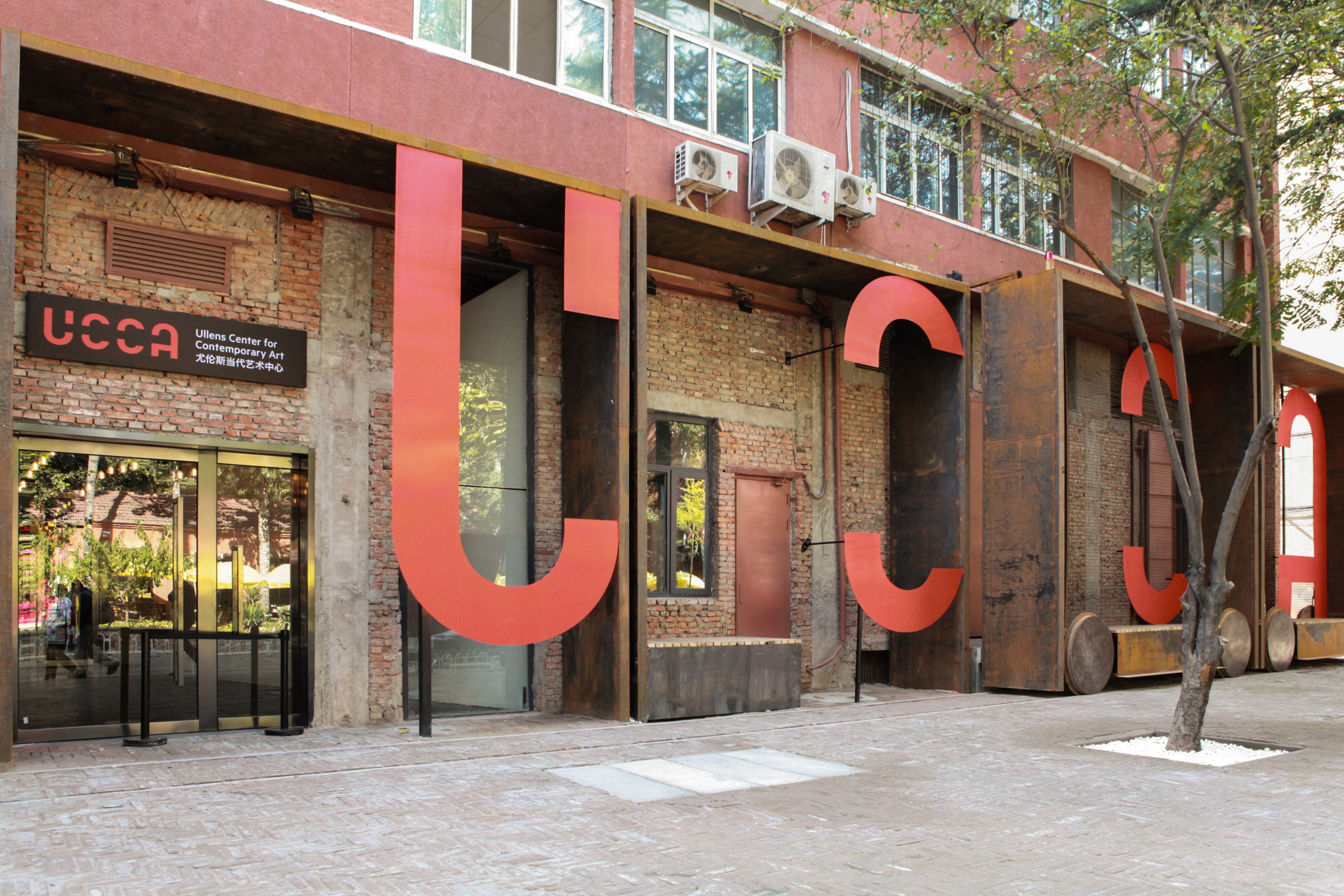
Ullens Center for Contemporary Art

Het Ullens Center for Contemporary Art of UCCA, is een museum voor hedendaagse Chinese kunst in Peking, gesticht door de Belgische baron Guy Ullens de Schooten Whettnall (1935-2025) en zijn vrouw Myriam, beiden gepassioneerde kunstverzamelaars. Dit museum herbergt hun kunstverzameling.

## Ontstaansgeschiedenis van de Ullens-collectie
In dit museum of kunstencentrum vindt baron Ullens' privé-verzameling hedendaagse Chinese kunst (1500 werken) sinds begin november 2007 onderdak. Het centrum bezit daardoor uitgelezen werken van de Chinese avant-garde, wordt beheerd door plaatselijke specialisten en stelt zich open voor Chinees publiek. Artistiek directeur Fei Dawei bood hulp en Jan Debbaut adviseerde. 

De baron bouwde een vermogen op dankzij aandelen in de Tiense suikerraffinaderij, het voedselimperium Artal en belangen bij Weight Watchers. Sinds 2000 trok hij zich terug uit het zakenleven. Ook verkocht hij medio 2007 uit zijn kunstcollectie, 14 aquarellen van William Turner voor $ 21 miljoen. Zo kon hij zich ongehinderd wijden aan zijn passie: verzamelen en ontsluiten van hedendaagse Chinese kunst. Ullens reisde vroeger beroepshalve erg veel naar China waar zijn oom ooit Belgisch ambassadeur was. Zijn vader was als diplomaat betrokken bij de aanleg van spoorwegen aldaar.

## Doelstelling van het centrum
Het centrum heeft als doel de actuele Chinese kunst op de kaart te zetten via professionele invulling en een brede omkadering. Het 6500 m2 metende nieuwe kunstencentrum is gehuisvest in een grondig verbouwde grootse Bauhaus-achtige fabriekshal in een vroegere industriële zone van Peking. Met de hoge witte wanden en de overvloedige lichtinval zijn de ruimtes bijzonder geschikt voor grote overzichtstentoonstellingen. In 2007 vormt deze site een cultureel centrum van Peking met een 500-tal galerijen en kunstcentra met een intense uitwisseling tussen kunstenaars, conservator en studenten.

Het is de bedoeling dat het centrum over vijf jaar zelfstandig moet draaien dankzij inkomsten door tickets, restaurant, sponsoring en fundraising. Het museumterrein werd geleased met een contract voor acht jaar.

Deze doelen kon het centrum in de praktijk niet realiseren zonder inbreng van Chinese partners. Deze inbreng is van belang om in de structuren van dit grote land te kunnen werken, aldus de verzamelaar. Het met het privémuseum van de Minsheng Bank opgezette samenwerkingsverband was geen onverdeeld succes.

## Tentoonstelling
In 2007 ging er de eerste tentoonstelling New Wave met Chinese kunst vanaf 1985 door, waarbij Oost en West een soms weerspannige confrontatie aangaan. De expositie geeft een beeld van de geboorte van nieuwe kunst tijdens het verlichte regime van Deng Xiaoping toen China zijn eigen cultuur opnieuw uitvond. Van de volgende kunstenaars is er werk te zien: Chen Zhen, Ding Yi, Geng Jianyi, Gu Dexin, Gu Wenda, Huang Yongping, Li Shan, Liu Zhenggang, Lv Shengzhong, Mao Xuhui, Pan Dehai, Shen Yuan, Shu Qun, Song Haidong, Sun Liang, Tactil Art, Wang Guangyi, Wang Yi, Wang Youshen, Wei Guangqing, Wu Shanzhuan, Xia Xiaowan, Xiamen Dada Group, Xiao Lu, Xinkedu Group, Xu Bing, Yang Jiechang, Yu Youhan, Zhang Peili, Zhang Xiaogang.
Een groots opgezette tentoonstelling met werk van Ai Weiwei voorzien in het voorjaar 2011 werd afgelast.
De Chinese Wikipedia vermeldt: In 2009 begon Guy Ullens met de verkoop van zijn collectie. De uitverkoop leidde tot controverse. Fei Dawei, de eerste directeur van het Ullens Centrum voor Hedendaagse Kunst, bekritiseerde de veiling publiekelijk als "een voorbeeld van schaamteloosheid". Naar verluidt had Ullens beloofd zijn collectie Chinese hedendaagse kunst niet te verkopen, en zouden kunstenaars hun werken in vertrouwen tegen een korting aan Ullens verkopen, wat Ullens grote winsten op de veilingen opleverde. Sommige commentatoren hebben nochtans gesuggereerd dat Ullens een eerlijke marktprijs voor de werken betaalde, zonder kortingen. Dit lijkt nochtans de goede relaties met de Chinese autoriteiten niet te hebben geschaad.

## Overdracht van het kunstcentrum
Begin 2011 berichtte het tijdschrift The Art Newspaper dat Guy Ullens op zoek was naar partners om de leiding van het centrum over te nemen en haar activiteiten te continueren. De baron was ook zinnens zijn collectie Chinese kunst te laten veilen bij Sotheby's in Hongkong. De verwachte opbrengst bedroeg 12 miljoen euro.
Op 30 juni 2016 deelde baron Ullens mee dat hij, nu hij tachtig was geworden, het Ullens Centrum voor Hedendaagse Kunst wenste te verkopen en toe te vertrouwen aan een nieuwe mecenas. In 2017 werd aangekondigd dat het kunstcentrum was overgenomen door een groep van langdurige UCCA-patronen, waaronder Future Edutainment, Mr. Jiangnan Chun, en andere verwante groepen. Tegelijkertijd kondigde het kunstcentrum aan dat het zich zou reorganiseren en registreren als een non-profitorganisatie om meer individuele sponsors en steun van stichtingen aan te trekken.